# Kanton Quilanga
Der Kanton Quilanga befindet sich in der Provinz Loja im äußersten Süden von Ecuador. Er besitzt eine Fläche von 236,7 km². Im Jahr 2020 lag die Einwohnerzahl schätzungsweise bei 4200. Verwaltungssitz des Kantons ist die Ortschaft Quilanga mit 880 Einwohnern (Stand 2010). Der Kanton Quilanga entstand am 8. November 1989 als eine Abspaltung des Kantons Gonzanamá.

## Lage
Der Kanton Quilanga befindet sich in den Anden im Südosten der Provinz Loja. Der Kanton wird über den Río Pindo, rechter Quellfluss des Río Calvas (Río Macará), nach Westen entwässert.
Der Kanton Quilanga grenzt im Osten an den Kanton Loja, im Süden an den Kanton Espíndola, im Westen an den Kanton Calvas und im Norden an den Kanton Gonzanamá.

## Verwaltungsgliederung
Der Kanton Quilanga ist in die Parroquia urbana („städtisches Kirchspiel“)
- Quilanga

und in die Parroquia rurales („ländliches Kirchspiel“)
- Fundochamba
- San Antonio de las Aradas

gegliedert.